# Бастіан Данкерт
Бастіан Данкерт (нім. Bastian Dankert, нар. 9 червня 1980, Шверін) — німецький футбольний рефері, що представляє місто Росток. Арбітр ФІФА з 2014 року.

## Кар'єра
З 2008 року обслуговує матчі під егідою Німецького футбольного союзу. Перший матч в Бундеслізі провів 22 вересня 2012 року між «Фортуною» (Дюссельдорф) і «Фрайбургом» (0:0), показавши чотири жовті картки. 
З 2014 року став арбітром ФІФА. На міжнародному рівні дебютував 24 липня 2014 року під час матчу між сербською «Ягодиною» і румунським ЧФР в другому відбірковому раунді Ліги Європи. Матч закінчився з рахунком 0:1, а Данкерт показав жовту картку чотири рази.
У квітні 2018 року він був обраний одним з тринадцяти відеоасистентів арбітрів, що візьмуть участь у обслуговуванні матчів чемпіонату світу 2018 року